# Кісіль Роман Миколайович
Рома́н Микола́йович Кісі́ль — підполковник Збройних сил України, учасник російсько-української війни[джерело?].

## Нагороди
За особисту мужність і героїзм, виявлені у захисті державного суверенітету та територіальної цілісності України, вірність військовій присязі під час російсько-української війни майор Роман Кісіль
- нагороджений орденом Богдана Хмельницького III ступеня (27.5.2015).